# Magnus Wislander
Hans Einar Magnus Wislander (22 de febrero de 1964, Göteborg, Suecia) es un exjugador de balonmano sueco, que se retiró en el 2005. Jugó en la posición de pivote, y su punto culminante llegaría en su etapa del THW Kiel. Con el equipo alemán llegó su mejor momento tanto a nivel individual y colectivo al ganar numerosos títulos, aunque su gran asignatura pendiente fue la Liga de Campeones de la EHF, siendo finalista en el año 2000, perdiendo contra el FC Barcelona, y tres veces semifinalista, en los años 1996, 1997 y 2001.
Es considerado uno de los mejores jugadores de la historia. En particular, la IHF le reconoció como mejor jugador de balonmano del siglo XX.
Es el jugador que más partidos y más goles ha marcado con la selección de balonmano de Suecia.
Su dorsal número 2, que portó con el Kiel, fue retirado por el equipo alemán en su honor.

## Equipos
- Tuve IF (1973-1979)
- Redbergslids IK (1979-1990)
- THW Kiel (1990-2002)
- Redbergslids IK (2002-2005)

## Estadísticas

### Bundesliga
| Temporada | Equipo   | Partidos Jugados | Goles Totales | 7m | Goles Campo |
| --------- | -------- | ---------------- | ------------- | -- | ----------- |
| 1990/91   | THW Kiel | 26               | 100           | 11 | 89          |
| 1991/92   | THW Kiel | 25               | 85            | 2  | 83          |
| 1992/93   | THW Kiel | 27               | 79            | 0  | 79          |
| 1993/94   | THW Kiel | 34               | 117           | 0  | 117         |
| 1994/95   | THW Kiel | 30               | 124           | 0  | 124         |
| 1995/96   | THW Kiel | 24               | 95            | 1  | 94          |
| 1996/97   | THW Kiel | 29               | 103           | 0  | 103         |
| 1997/98   | THW Kiel | 28               | 117           | 0  | 117         |
| 1998/99   | THW Kiel | 30               | 122           | 0  | 122         |
| 1999/2000 | THW Kiel | 34               | 150           | 0  | 150         |
| 2000/01   | THW Kiel | 37               | 130           | 0  | 130         |
| 2001/02   | THW Kiel | 33               | 110           | 0  | 110         |
| 1990-2002 | Total    | 369              | 1371          | 16 | 1355        |

## Palmarés

### Redbergslids IK
- Liga de Suecia (1985, 1986, 1987, 1989, 2003)

### THW Kiel
- Bundesliga (1994, 1995, 1996, 1998, 1999, 2000, 2002)
- Copa de Alemania (1998, 1999, 2000)
- Copa EHF (1998, 2002)

### Selección nacional

#### Campeonato del Mundo
- Medalla de oro en el Campeonato del Mundo de 1990
- Medalla de bronce en el Campeonato del Mundo de 1993
- Medalla de bronce en el Campeonato del Mundo de 1995
- Medalla de plata en el Campeonato del Mundo de 1997
- Medalla de oro en el Campeonato del Mundo de 1999
- Medalla de plata en el Campeonato del Mundo de 2001

#### Campeonato de Europa
- Medalla de oro en el Campeonato de Europa de 1994
- Medalla de oro en el Campeonato de Europa de 1998
- Medalla de oro en el Campeonato de Europa de 2000
- Medalla de oro en el Campeonato de Europa de 2002

#### Juegos Olímpicos
- Medalla de plata en los Juegos Olímpicos de 1992
- Medalla de plata en los Juegos Olímpicos de 1996
- Medalla de plata en los Juegos Olímpicos de 2000

### Consideraciones personales
- Mejor jugador del siglo XX
- Mejor jugador sueco del siglo XX
- IHF Jugador del Año (1990)
- Mejor jugador extranjero de la Bundesliga (1994, 1995, 1996)
- Mejor jugador del Europeo (2002)
- Mejor jugador del Kiel (1994, 1995, 1996, 1997, 1998, 1999)